# Клейтон (округ, Айова)
Шаблон:StateAbbr_ 42°50′37″ пн. ш. 91°20′36″ зх. д. / 42.843611111111° пн. ш. 91.343333333333° зх. д.
Округ  Клейтон (англ. Clayton County) — округ (графство) у штаті  Айова, США. Ідентифікатор округу 19043.

## Історія
Округ утворений 1837 року.

## Демографія
За даними перепису 
2000 року 
загальне населення округу становило 18678 осіб, зокрема міського населення було 925, а сільського — 17753.
Серед мешканців округу чоловіків було 9224, а жінок — 9454. В окрузі було 7375 домогосподарств, 5134 родин, які мешкали в 8619 будинках.
Середній розмір родини становив 2,98.
Віковий розподіл населення поданий у таблиці:
| Стать    | До 15 років | 15-21 | 22-29 | 30-39 | 40-49 | 50-65 | 65-85 | Понад 85 |
| -------- | ----------- | ----- | ----- | ----- | ----- | ----- | ----- | -------- |
| Чоловіки | 1936        | 877   | 721   | 1205  | 1513  | 1516  | 1289  | 167      |
| Жінки    | 1880        | 794   | 666   | 1192  | 1443  | 1473  | 1617  | 389      |

## Суміжні округи
- Алламакі — північ
- Кроуфорд, Вісконсин — північний схід
- Грант, Вісконсин — схід
- Дюб'юк — південний схід
- Делавер — південь
- Б'юкенан — південний захід
- Фаєтт — захід
- Віннешік — північний захід

## Виноски
1. ↑  U.S. Decennial Census. United States Census Bureau. Архів оригіналу за 26 квітня 2015. Процитовано 14 липня 2014.
2. ↑  Historical Census Browser. University of Virginia Library. Архів оригіналу за 11 Серпня 2012. Процитовано 14 липня 2014.
3. ↑  Population of Counties by Decennial Census: 1900 to 1990. United States Census Bureau. Архів оригіналу за 22 Квітня 2014. Процитовано 14 липня 2014.
4. ↑  Census 2000 PHC-T-4. Ranking Tables for Counties: 1990 and 2000 (PDF). United States Census Bureau. Архів оригіналу (PDF) за 18 Грудня 2014. Процитовано 14 липня 2014.
5. ↑  State & County QuickFacts. United States Census Bureau. Архів оригіналу за 8 липня 2011. Процитовано 14 липня 2014.(англ.) Наведено за англійською вікіпедією.
6. ↑  American FactFinder. Бюро перепису населення США. Архів оригіналу за 29 липня 2011. Процитовано 31 січня 2008.

| США | Це незавершена стаття з географії США. Ви можете допомогти проєкту, виправивши або дописавши її. |